# Anolis clivicola
Anolis clivicola – gatunek jaszczurki z rodziny Anolidae. Żyje wyłącznie na Kubie.

## Systematyka
Gatunek zalicza się do rodzaju Anolis, który umieszcza się obecnie w monotypowej rodzinie Anolidae. W przeszłości rodzaj ten zaliczano jednak do rodziny legwanowatych (Iguanidae).

## Rozmieszczenie geograficzne
A. clivicola to kubański endemit, żyjący na południowym wschodzie wyspy w paśmie górskim Sierra Maestra.
Występuje zazwyczaj na wysokościach pomiędzy 800 i 1872 m n.p.m.

## Siedlisko
Gada spotyka się w wilgotnych górskich lasach, gdzie często spotykany jest na paprotnikach i trawach.

## Zagrożenia i ochrona
W Czerwonej księdze gatunków zagrożonych IUCN Anolis clivicola jest klasyfikowany jako gatunek bliski zagrożenia (NT, ang. Near Threatened).
Dawniej zwierzęciu zagrażało wylesianie w celu pozyskiwania drewna czy na potrzeby rolnictwa. Obecnie nie stanowi to dużego zagrożenia, gdyż większość zasięgu występowania leży w obrębie terenów chronionych (Park Narodowy Turquino, Park Narodowy Pico Bayamesa), które dodatkowo z powodu swego wysokiego położenia nie zostały nadmiernie wylesione.